# Carlos Escobar Ortiz
Carlos Humberto Escobar Ortiz  (Coquimbo, Chile, 24 de diciembre de 1989) es un futbolista chileno. Juega de delantero en Deportes Concepción de la Primera B de Chile.

## Trayectoria
Comenzó su carrera el año 2006 defendiendo los colores de Coquimbo Unido, donde llamó la atención por su gran cabezazo y ubicación en el área, tanto así que fue promovido al primer equipo a los 15 años por el cuerpo técnico dirigido por Jorge Manuel Díaz quien lo hizo debutar oficialmente con 16 años frente a Unión Española por el campeonato oficial. Dadas las pocas oportunidades por el cuerpo técnico durante el año 2007 (Andrija Perčić y Cacho Malbernat), el espigado ariete fue solicitado a préstamo por Deportes Temuco de la Segunda División Chilena, a expresa petición del técnico Eduardo Bonvallet quien lo observó durante un partido de cadetes en Santiago. En aquella temporada el club descendió a Tercera División, por lo que Escobar regresó a su club de origen, aunque con mayor experiencia y con los consejos del entrenador Bonvallet, quien posteriormente declaró que Escobar es el jugador con mejor y mayor rechazo para cabecear en el fútbol chileno comparado por todos con el histórico Iván Zamorano. Fue nominado a preselecciones menores de Chile por Ivo Basay y César Vaccia. En 2011 fue nominado por Claudio Borghi al seleccionado de la primera B no siendo cedido por su club por compromisos del campeonato en curso.
A su llegada se consolida como titular en el "filibustero" durante las siguientes temporadas, anotando en varias ocasiones, convirtiéndose en el goleador Coquimbano de los últimos años llegando incluso a ser apodado "El bombardero filibustero", "El Zamoranito Escobar"  por la hinchada coquimbana y prensa radial local.
En enero de 2012, O'Higgins adquiere el 50% de su pase, donde formó parte del equipo rancagüino que se coronó campeón del Torneo Apertura 2013. Tras dos temporadas, es transferido a Cobresal, donde también se corona campeón del Torneo Clausura 2015. Tras pasos por San Luis, Universidad de Concepción y Deportes Temuco, en diciembre de 2022 es anunciado como nuevo jugador del Sport Huancayo de la Primera División del Perú.

## Clubes
| Club                       | País  | Año       |
| -------------------------- | ----- | --------- |
| Coquimbo Unido             | Chile | 2006-2011 |
| → Deportes Temuco (cedido) | Chile | 2007      |
| O'Higgins                  | Chile | 2012-2014 |
| Cobresal                   | Chile | 2014-2015 |
| San Luis                   | Chile | 2015-2017 |
| Universidad de Concepción  | Chile | 2017      |
| → San Luis (cedido)        | Chile | 2018      |
| Cobresal                   | Chile | 2019      |
| Deportes Temuco            | Chile | 2020-2022 |
| Sport Huancayo             | Perú  | 2023      |
| Deportes Concepción        | Chile | 2024-Act. |

## Palmarés

### Campeonatos nacionales
| Título           | Club                | País  | Año    |
| ---------------- | ------------------- | ----- | ------ |
| Primera División | O'Higgins           | Chile | 2013-A |
| Supercopa        | O'Higgins           | Chile | 2014   |
| Primera División | Cobresal            | Chile | 2015-C |
| Segunda División | Deportes Concepción | Chile | 2024   |

### Distinciones individuales
| Distinción                   | Año  |
| ---------------------------- | ---- |
| Medalla Santa Cruz de Triana | 2014 |